# Паспорт гражданина Республики Молдова
Па́спорт граждани́на Респу́блики Молдова (рум. Pașaport moldovenesc) — удостоверяющий личность документ, который выдаётся гражданам Молдовы на основании личного заявления для пересечения государственной границы Республики Молдовы, а также других стран.
Детям в возрасте до 18 лет и лицам, признанными судом недееспособными, выдаётся паспорт на основании заявления одного из законных представителей.

## История
Первый паспорт гражданина Республики Молдова был выдан 14 апреля 1995 года бывшему президенту страны — Мирче Снегур.
С 1 января 2011 года, во всех отделениях «Registru» страны, гражданам Республики Молдова выдавались только паспорта, содержащие биометрические данные. Тем не менее, продолжалось получение паспортов, не содержащих биометрических данных в посольствах и консульствах за пределами страны. С 1 декабря 2011 года подача заявлений на выдачу паспорта, не содержащего биометрические данные, прекратилась также в дипломатических миссиях Молдавии за рубежом. Таким образом, с 1 января 2012 года, независимо от места получения, гражданам выдаются только паспорта, содержащие биометрические данные.
С июля 2014 года началась выдача паспортов нового образца с обложкой бордового цвета.

## Виды паспортов
Существует три вида паспортов:
- Паспорт гражданина Республики Молдова
- Дипломатический паспорт гражданина Республики Молдова
- Служебный паспорт гражданина Республики Молдова

### Паспорт гражданина Республики Молдова
Обложка паспорта гражданина Республики Молдова имеет бордовый цвет и слова «REPUBLICA MOLDOVA» (рус. РЕСПУБЛИКА МОЛДОВА) и «PAȘAPORT» (рус. ПАСПОРТ), написанные буквами золотистого цвета. Между ними расположен герб страны, который также выполнен в золотистом цвете. Паспорт содержит биометрические данные и в самом низу обложки имеет отличительный знак — .
В ноябре 2013 года, министр телекоммуникаций и информационных технологий Республики Молдова заявил, что с 2014 поставщиком паспортов будет выступать французская компания. Также изменится цвет обложки паспорта и она будет иметь бордовый цвет. В итоге, с 9 августа 2014 года выдаются паспорта бордового цвета. Таким образом, их получают все те, кто подал заявление на оформление паспорта после 9 июля 2014 года в тридцатидневный срок, после 26 июля 2014 года в пятнадцатидневный срок и так далее. Паспорта бордового цвета содержат чип с продвинутой операционной системой и повышенным уровнем безопасности, что, по данным министерства информационных технологий и связи, в значительной степени должно снизить возможность подделки этого документа. Граждане Молдовы, обладающие биометрическими паспортами, могут путешествовать без виз (с 28 апреля 2014 года) на краткий период времени (90 дней пребывания в течение 6 месяцев) в: Бельгию, Италию, Данию, Францию, Португалию, Швецию, Германию, Испанию, Финляндию, Люксембург, Грецию, Исландию, Нидерланды, Австрию, Норвегию, Чехию, Эстонию, Латвию, Литву, Мальту, Польшу, Словакию, Словению, Венгрию, Швейцарию, Лихтенштейн, Болгарию, Кипр, Румынию, Хорватию.

### Паспорт гражданина до 2014 года
До 2014 года обложка паспорта имела ярко-синий цвет. С 2011 (в некоторых случаях с 2008) года паспорта, содержащие биометрические данные, в самом низу обложки имели отличительный знак — .

### Дипломатический паспорт гражданина Республики Молдова
Дипломатический паспорт — удостоверяющий личность документ, выдаваемый Министерством иностранных дел и европейской интеграции лицам, имеющим  гражданство Республики Молдова, для выезда из Республики Молдова и въезда в Республику Молдова в целях выполнения дипломатических и консульских миссий, а также других официальных функций за рубежом в интересах государства или, в строго предусмотренных законодательством случаях, в целях сопровождения лиц, имеющих право на дипломатический паспорт, другими лицами, предусмотренными в настоящем законе, а также для использования в качестве идентификационного документа на территории Республики Молдавия или других государств в связи с занимаемой должностью или спецификой выполняемых обязанностей.
Дипломатические паспорта содержащие биометрические данные будут делать также и для детей. Первый дипломатический паспорт, содержащий биометрические данные, 11 апреля 2012 года получил премьер-министр страны Влад Филат.
В ноябре 2012 года был предложен закон, согласно которому премьер-министры страны имели право пожизненно обладать дипломатическим паспортом гражданина Республики Молдова.
Согласно Закону Республики Молдова об удостоверяющих личность документах, дипломатический паспорт гражданина Республики Молдова выдаётся:
- a) президенту Республики Молдова;
- b) председателю Парламента;
- c) премьер-министру;
- d) депутатам Парламента
- f) членам Правительства;
- g) председателю Конституционного суда;
- h) председателю Высшего совета магистратуры;
- i) председателю Высшей судебной палаты;
- j) председателю Счетной палаты;
- k) Генеральному прокурору;
- l) генеральному директору Таможенной службы;
- m) генеральному директору Пограничной службы;
- n) директору Службы информации и безопасности;
- o) советникам президента Республики Молдова;
- p) генеральному секретарю Правительства;
- p1) генеральному секретарю Парламента;
- q) президенту Национального банка Молдовы;
- r) советнику премьер-министра в области внешнего сотрудничества;
- s) дипломатическому персоналу центрального аппарата Министерства иностранных дел и европейской интеграции;
- t) дипломатическому и консульскому персоналу дипломатических представительств Республики Молдова за рубежом;
- u) дипломатическому персоналу представительств Республики Молдова при международных организациях, а также представителям Республики Молдова в международных организациях;
- v) дипломатическим курьерам;
- w) супруге/супругу президента Республики Молдова, председателя Парламента, премьер-министра и министра иностранных дел и европейской интеграции;
- x) супруге/супругу, детям в возрасте до 18 лет, а также нетрудоспособным лицам независимо от возраста, находящимся на содержании лиц, указанных в пунктах t) и u), за исключением представителей Республики Молдова в международных организациях, проживающим совместно с ними в период их нахождения на дипломатической службе;
- y) гражданам Республики Молдова, осуществлявшим функции президента Республики Молдова, председателя Парламента, председателя Президиума Верховного Совета Молдавской ССР, а также их супруге/супругу;
- z) гражданам Республики Молдова, имеющим дипломатический ранг чрезвычайного и полномочного посла Республики Молдова, а также их супруге/супругу;
- z1) Митрополиту Кишинёвскому и всея Молдовы;
- z2) постоянному представителю Правительства Республики Молдова (Правительственному представителю) в Европейском суде по правам человека;
- z3) президенту Торгово-промышленной палаты;
- z4) руководителям учреждений, назначаемым Парламентом.

### Служебный паспорт гражданина Республики Молдова
Служебный паспорт – удостоверяющий личность документ, выдаваемый Министерством иностранных дел и европейской интеграции лицам, имеющим  гражданство Республики Молдова, для выезда из Республики Молдова и въезда в Республику Молдова в целях выполнения служебных обязанностей за рубежом или,  в строго предусмотренных законодательством случаях, в целях сопровождения лиц, имеющих право на служебный паспорт, другими лицами, предусмотренными в настоящей статье, а также для использования в качестве идентификационного документа на территории Республики Молдова или других государств в связи с занимаемой должностью или спецификой выполняемых обязанностей.
    Служебные паспорта выдаются следующим категориям лиц:
   а) начальникам управлений и служб Аппарата Президента Республики Молдова;
   b) начальникам управлений Аппарата Парламента;
   c) советникам Председателя Парламента и заместителям Председателя Парламента;
   d) заместителям руководителя Аппарата Правительства;
   e) советникам Премьер-министра (за исключением лиц, предусмотренных в пункте r) части (2) статьи 31), советникам первого заместителя Премьер-министра и заместителя Премьер-министра;
   f) начальникам управлений Аппарата Правительства;
   g) заместителям министров;
   h) руководителям и заместителям руководителей центральных отраслевых органов при Правительстве, за исключением лиц, предусмотренных в пунктах l) и m) части (2) статьи 31;
   i) судьям Конституционного  суда;
   j) заместителям Председателя Высшей судебной палаты;
   k) заместителям Генерального прокурора;
   l) заместителям директора Службы информации и безопасности;
   m) вице-президентам Национального банка Молдовы;
   n) заместителю председателя и членам Счетной палаты;
   o) председателю Центральной избирательной комиссии;
   p) парламентским адвокатам;
   q) заместителям председателя Народного Собрания Гагаузии и заместителям председателя Исполнительного комитета Гагаузии;
   r) примарам муниципиев, председателям районов;
   s) административно-техническому персоналу подразделений центрального аппарата Министерства иностранных дел и европейской интеграции, не имеющему дипломатических рангов, – на период служебных командировок за рубеж;
   t) административно-техническому и обслуживающему персоналу дипломатических представительств Республики Молдова за рубежом;
   u) административно-техническому и обслуживающему персоналу представительств Республики Молдова при международных организациях;
   v) супруге/супругу, детям в возрасте до 18 лет, а также нетрудоспособным лицам независимо от их возраста, находящимся на содержании лиц, указанных в пунктах t) и u), которые проживают совместно с ними, – на  период нахождения в дипломатическом представительстве;
   w) председателю и заместителям председателя Национального олимпийского комитета;
   x) председателю Национальной конфедерации профсоюзов Молдовы;
   y) председателю Национальной конфедерации Патроната Республики Молдова;
   z) первому вице-президенту и вице-президентам Академии наук Молдовы;

   z1) сотрудникам Главного управления Правительственного представителя Министерства юстиции, за исключением технического персонала.